# Herblingen
Herblingen is een plaats en voormalige gemeente in het Zwitserse kanton Schaffhausen.
Hemmental telt 542 inwoners. Herblingen werd op 1 januari 1964 opgenomen in de gemeente Schaffhausen.

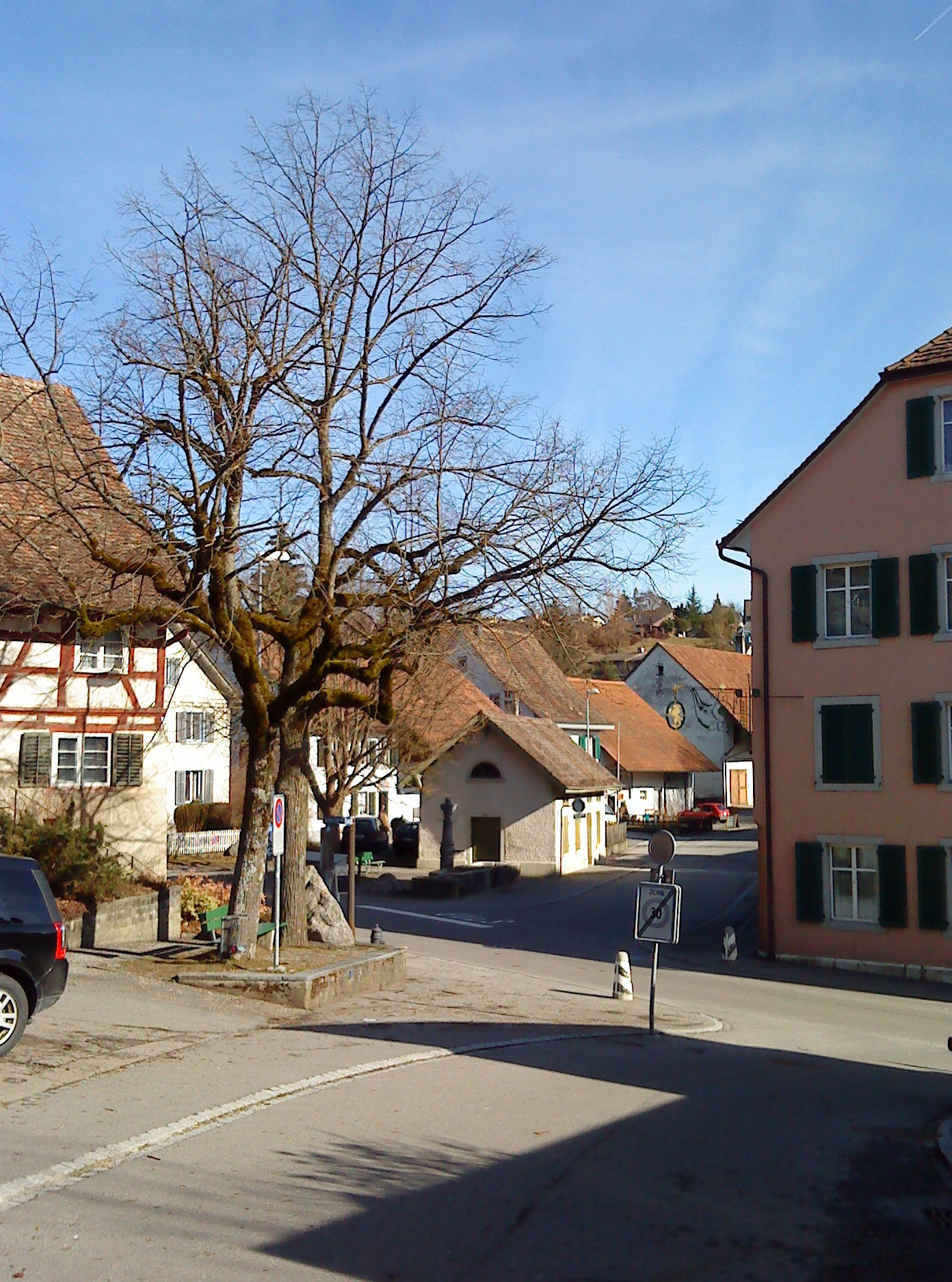
Herblingen